# Marcell Friedrich Heigelin
Marcell Friedrich Heigelin (* 19. November 1735 in Stuttgart; † 26. Dezember 1796 in Heilbronn) war württembergischer Staatsrat und Pächter sämtlicher württembergischer Eisenwerke im Brenztal und im Schwarzwald.

## Leben
Marcell Friedrich Heigelin war Sohn des Stuttgarter Bäckers Johann Georg Heigelin (1707–1762), der als Proviantcommissar des Schwäbischen Kreises im Siebenjährigen Krieg zu Vermögen kam. Er absolvierte eine Ausbildung in Genf, war dann Kommis in Königsberg und Danzig, und ab 1760 Gehilfe seines Vaters auf dem Kriegsschauplatz in Sachsen und Böhmen. Nach dem Tod des Vaters folgte er diesem 1762/63 als Proviantkommissar der Truppen des Schwäbischen Kreises auf dem Kriegsschauplatz nach, 1764 war er Proviantcommissar in Stuttgart.
Sein während des Krieges erwirtschaftetes Vermögen vermehrte Heigelin durch maßgebliche Beteiligung am württembergischen Hüttenwesen. Von 1764 bis 1770 war er gemeinsam mit Löwenwirt Blezinger aus Königsbronn, Landhauptmann Rittmann in Schwäbisch Hall, und Bergrat Hitzler in Mergelstetten Pächter der herzoglich-württembergischen Eisenwerke in Königsbronn, Itzelberg, Christophstal und Ludwigstal, von 1770 bis 1778 gemeinsam mit seinem Bruder Carl Georg Heigelin (1741–1803) und bis 1788 mit weiteren zwei Teilhabern noch Pächter der Eisenwerke Christophs- und Ludwigstal.
Ab 1767 war Heigelin württembergischer Pfleger und Hofrat in Heilbronn, gleichzeitig Stabspfleger und Kloster-Lichtensternscher Pfleger in Untereisenheim. Er bewohnte den Herzoglichen Pfleghof in Heilbronn östlich vom Chor der Kilianskirche. Zu seinen Dienstaufgaben gehörte die Zehntpflege, die Vergabe von Darlehen, aber auch die Soldatenwerbung und die Fahndung nach Deserteuren.
Heigelin gehörte der Stuttgarter Freimaurerloge zu den drei Cedern an und erwarb ab 1783 mehrere Gebäude in der Stuttgarter Seegasse (später: Friedrichstraße), darunter das ehemalige Wohnhaus von Joseph Süß Oppenheimer („Jud Süß“). Dort ließ Heigelin ab 1796 im Zuge von Bauarbeiten an seinen Immobilien auch das Stuttgarter Seegassentor in der Stadtmauer erneuern. Er erlebte die Fertigstellung im Mai 1797 nicht mehr. Das Tor wurde 1810 bereits wieder abgerissen.

## Familie
Marcell Friedrich Heigelin heiratete 1767 in Stuttgart Christiane Margarete Zieger (1744–1803). Dieser Ehe entstammten die Tochter Friederike Heigelin (1769–1833), die den württembergischen Innenminister Christian Friedrich von Otto (1758–1836) heiratete, und der Sohn Friedrich Heigelin (1777–1812), der die Stuttgarter Immobilien erbte und ein Handelshaus eröffnete, aber 1812 in Konkurs ging und noch im selben Jahr verstarb.